# Нанука Жоржоліані
Нанука (Нана) Жоржоліані (26 червня 1979) — грузинська телеведуча та журналістка.

## Біографія
Жоржоліані народилася 26 червня 1979 року. Закінчила факультет журналістики Тбіліського державного університету. У 1999 році вона почала працювати на Першому каналі у ранковій телевізійній емісії "Аліоні". У 2001 році вона переїхала до "Руставі 2", висвітлюючи політичні новини. У 2008 році вона була репортером під час російсько-грузинської війни. З 2009 року вона є автором і ведучим телепрограми грузинського ток-шоу "Шоу Нануки Жоржоліані" на "Руставі 2", з 2019 року шоу змінило назву і перейшло на новий канал "Мтаварі Архі". З 2005 по 2007 рік вона очолювала Інформаційний центр НАТО.
У Жоржоліані двоє дітей: Маріам Гегучадзе та Саба Кодуа.